# Kaira
|  | Per a altres significats, vegeu «Kaira (desambiguació)». |

Kaira és un gènere neotropical d'Araneids amb 16 espècies descrites. Es troben des d'Amèrica del sud fins al sud i l'est dels EEUU.
Teixeixen les seves petites teles de les quals pengen de cap per avall i atrauen arnes mascle que volen cap a una malla formada entre les seves potes. Usen feromones d'arnes femella d'esquer, assemblant-se al mecanisme utilitzat per Mastophora. Els dos gèneres no estan estretament relacionats, tot i que pertanyen a la mateixa família. Per tant, el comportament de captura de l'arna ha d'haver evolucionat independentment en els dos gèneres.
Totes les espècies són de color groc-blanc amb taques petites disposades a l'atzar de color blanc, marró i negre, o en algunes espècies amb bandes transversals. Les femelles tenen una longitud corporal de 4 a 10 mm. Els mascles mesuren menys de la meitat de la grandària de les femelles i estan menys pigmentats.
Els espècimens de Kaira són poc comuns en les col·leccions aracnológicas, i les femelles de les diferents espècies són difícils de diferenciar. Les femelles i les aranyes immadures poden confondre's amb espècies del gènere Pozonia amb el qual no estan estretament relacionades.

## Comportament
En lloc de teixir teles en forma d'espiral circular, construeixen una xarxa trapezoïdal petita, que conté dos triangles en ziga-zag, que l'aranya renova cada vint minuts. A continuació, l'aranya es penja de cap per avall usant els seus quatre parells de potes des de la vora inferior i més curta del trapezi que s'estén per les altres potes. Quan una arna vola cap a la malla formada entre les potes de l'aranya, l'atrapa i la mossega, i posteriorment l'embolica amb la teranyina. Al final, l'arna es queda penjada d'un bri del trapezi format entre les potes posteriors de l'aranya, que recupera la postura de caça. Fins a vuit papallones poden quedar atrapades en aquesta forma abans de l'aranya comenci a alimentar-se'n.

## Relacions
Aquest gènere està, presumiblement, relacionat amb Aculepeira, Amazonepeira i Metepeira,

## Taxonomia
- Kaira alba (Hentz, 1850) (Des de Virgínia fins a Mèxic)
- Kaira altiventer (O. P.-Cambridge, 1889) (Des del sud de Texas fins al sud del Brasil)
- Kaira candidissima (Mello-Leitão, 1941) (Argentina)
- Kaira cobimcha (Levi, 1993) (Brasil)
- Kaira conica (Gerschman & Schiapelli, 1948) (Brasil, Argentina)
- Kaira dianae (Levi, 1993) (Perú)
- Kaira echinus (Simon, 1897) (Brasil, Argentina)
- Kaira electa (Keyserling, 1883) (Brasil)
- Kaira erwini (Levi, 1993) (Perú)
- Kaira gibberosa (O. P.-Cambridge, 1890) (Des de Mèxic fins al sud del Brasil)
- Kaira hiteae (Levi, 1977) (sud-est d'EE. UU.)
- Kaira levii (Alayón, 1993) (Cuba)
- Kaira sabino (Levi, 1977) (Sud d'Arizona)
- Kaira sisena (Chamberlin, 1916) (Des de Guatemala fins a Brasil)
- Kaira shinguito (Levi, 1993) (Perú)
- Kaira tulua (Levi, 1993) (Colòmbia)